# Куди залітають тільки орли
«Куди залітають тільки орли» (англ. Where Eagles Dare) — британо-американський пригодницький бойовик 1968 року режисера Браяна Гаттона.

## Сюжет
Під час Другої світової війни німці збивають літак, і до них в полон потрапляє американський генерал Карнебі, що володіє інформацією про місце і час відкриття другого фронту. Генерала перевозять у фортецю, що знаходиться в Альпах. Американське командування вирішує визволити генерала з полону, і для цієї мети в Альпи вирушає спеціальний загін під керівництвом майора Джонатана Сміта. У той час, як операція починається, з'ясовується, що серед тих, хто займався розробкою операції, є подвійний агент, який передає секретну інформацію німцям.

## У ролях
| Актор           | Роль                   |
| --------------- | ---------------------- |
| Річард Бартон   | майор Сміт             |
| Клінт Іствуд    | Шаффер                 |
| Мері Юр         | Мері Еллісон           |
| Патрік Ваймарк  | полковник Тернер       |
| Майкл Гордерн   | адмірал Ролланд        |
| Дональд Г'юстон | Крістіансен            |
| Пітер Бекворт   | Берклі                 |
| Вільям Сквайр   | Томас                  |
| Роберт Бітті    | Карнебі                |
| Брук Вільямс    | сержант Геррод         |
| Ніл Маккарті    | сержант Джок Макферсон |